# Sites des Jeux olympiques d'hiver de 1952

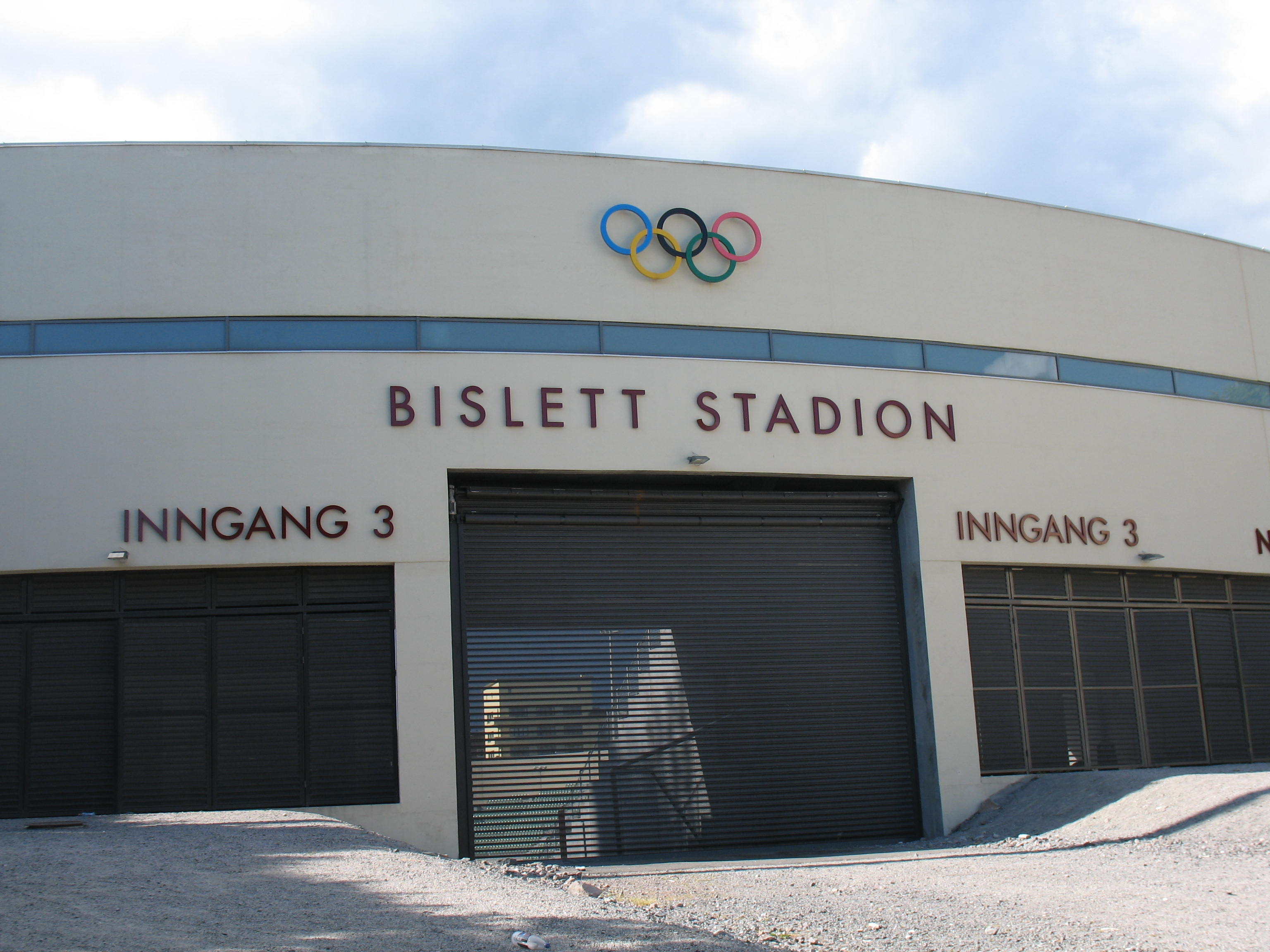
Une entrée du Bislett Stadion

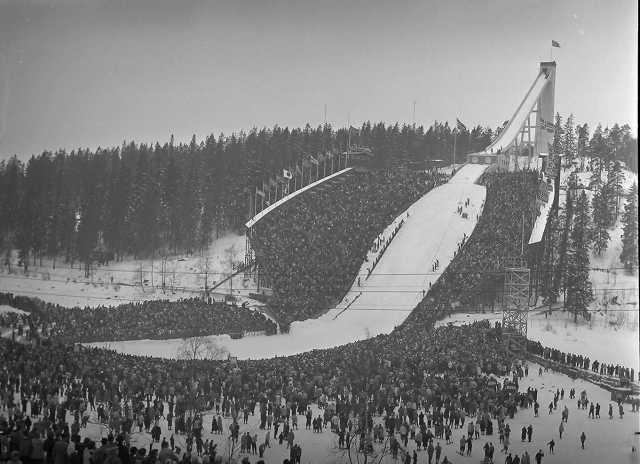
Le Holmenkollen deux semaines après les Jeux

Les Jeux olympiques d'hiver de 1952 ont eu lieu à Oslo en Norvège du 14 au 25 février 1952 et utilisèrent plusieurs sites olympiques. Dix sites sont utilisés lors des Jeux dont six qui se situent à Oslo, neuf qui sont dans le Grand Oslo et un à Krødsherad. Le Bislett Stadion est la pièce maîtresse des Jeux. Il accueille les cérémonies d'ouverture et de clôture, toutes les épreuves de patinage de vitesse et les compétitions de patinage de vitesse. Avec une capacité d'environ 29 000 spectateurs, Bislett est assez grand pour une piste de patinage de vitesse de 400 m. Au sein de la piste, il y a une patinoire de 30 sur 60 mètres utilisé pour le patinage artistique. La piste et la patinoire sont séparés par des amas de neige. Parce que c'est un site en extérieur, un emplacement secondaire devait être désigné au cas où la météo ne permet pas les compétitions. Les stades Tryvann et Hamar sont choisis comme sites de secours.
À la demande de la fédération internationale de hockey sur glace, une patinoire artificielle pour le hockey sur glace est construit et le tournoi olympique de hockey sur glace devient le premier qui a lieu sur de la glace artificielle,. Le stade s'appelle le Jordal Amfi et est construit dans un quartier résidentiel de l'est d'Oslo. La patinoire peut accueillir 10 000 spectateurs dans les tribunes qui s'élèvent à partir de la surface en glace. Quatre autres lieux accueillent les matchs de hockey durant les Jeux mais sur les 36 matches, 23 sont joués au Jordal Amfi. Les matchs restants sont joués dans les stades suivants : Kadettangen, Dælenenga idrettspark, Lillestrøm Stadion et Marienlyst Stadion.
Le Holmenkollbakken accueille le saut à ski et les courses de ski de fond. Il est situé à environ 8 km du centre d'Oslo. Il a été construit en 1892 et avait besoin de mises à jour pour se conformer aux normes internationales. Originellement construite en bois, la structure est remplacée par une tour en béton et un tremplin pour le saut. Les tribunes sont construits pour accueillir 13 000 personnesavec une capacité supplémentaire de 130 000 spectateurs en bas du tremplin. Le nombre attendu de spectateurs provoque des inquiétudes à propos de la circulation donc une nouvelle route est construite et la voie existante élargie.
Toutes les courses de ski de fond et de combiné nordique débutent et se terminent en bas du tremplin pour le saut à ski. Les montagnes environnantes réunissent les exigences pour les épreuves élites de ski de fond. Un tableau d'affichage est installé sur les lignes de départ et d'arrivée pour permettre aux spectateurs de suivre la progression des athlètes durant les courses. La plupart des tribunes installés pour la compétition de saut à ski sont retirés pour les courses de saut à ski. En conséquence, les spectateurs ont uniquement une petite zone pour s'asseoir et regarder les épreuves de ski de fond. Toutefois, ils peuvent marcher à côte de la course et encourager les athlètes.
Les épreuves de ski alpin sont répartis entre Norefjell et Rødkleiva. La descente et le slalom géant, qui fait ses débuts olympiques, sont à Norefjell tandis que Rødkleiva accueille la compétition de slalom. Rødkleiva est situé sur la même montagne que Holmenkollen, la montagne Frognerseter. Le dénivelé entre le départ et l'arrivée de 200 m et la longueur de la course est de 480 m. Un fil neige est installé pour faciliter le transport des athlètes du bas en haut de la montagne. Le reste des épreuves alpines ont lieu à Norefjell qui se situe à 113 km d'Oslo et est le seul endroit situé loin de la capitale. Des travaux ont dû être faits pour rendre l'endroit approprié pour la compétition olympique. Un pont au-dessus du Lac Krøderen est bâti pour aider à soulager l'encombrement des transports et un nouvel hôtel, deux remontées mécaniques ainsi qu'une nouvelle route sont également construits.
Il n'y avait pas de piste de bobsleigh permanente en Norvège car il y a très peu d'intérêt pour ce sport. À la place, les organisateurs construisent un parcours temporaire sur de la neige et de la glace. La montagne Korketrekkeren est sélectionné pour les épreuves de bobsleigh. La longueur de la course est de 1 508 m et comprend treize virages. Le parcours de bobsleigh est pour la première fois construit et testé en 1951 puis il est reconstruit pour les Jeux en 1952.

## Sites de compétition
| Site                         | Lieu       | Sports                                          | Capacité |
| ---------------------------- | ---------- | ----------------------------------------------- | -------- |
| Bislett stadion              | Oslo       | Bandy, patinage artistique, patinage de vitesse | 29 000   |
| Dæhlenenga                   | Oslo       | Bandy, hockey sur glace                         |          |
| Site National d'Holmenkollen | Oslo       | Ski de fond, combiné nordique, saut à ski       | 150 000  |
| Jordal Amfi                  | Oslo       | Hockey sur glace                                | 10 000   |
| Kadettangen                  | Bærum      | Hockey sur glace                                |          |
| Korketrekkeren               | Oslo       | Bobsleigh                                       |          |
| Lillestrøm Stadion           | Skedsmo    | Hockey sur glace                                |          |
| Marienlyst Stadion           | Drammen    | Hockey sur glace                                |          |
| Norefjell                    | Krødsherad | Descente, slalom géant                          |          |
| Rødkleiva                    | Oslo       | Slalom                                          |          |

## Sites de réserve
| Site            | Lieu  | Sports           |
| --------------- | ----- | ---------------- |
| Hamar stadion   | Hamar | Hockey sur glace |
| Tryvann stadion | Oslo  | Hockey sur glace |
| Voss            | Voss  | Ski alpin        |

## Autres sites
| Site                        | Lieu       | Rôle                                 |
| --------------------------- | ---------- | ------------------------------------ |
| Bislett stadion             | Oslo       | Cérémonies d'ouverture et de clôture |
| Fjeldhvil Hotel             | Krødsherad | Logements (participants)             |
| Hôtel Viking                | Oslo       | Logements (média)                    |
| Ila                         | Oslo       | Logements (participants)             |
| Norefjellstua               | Krødsherad | Logements (participants)             |
| Sandum Seter                | Krødsherad | Logements (participants)             |
| Sogn Student City           | Oslo       | Logements (participants)             |
| Ullevål University Hospital | Oslo       | Logements (participants)             |

## Après les Jeux
Bislett continue à rester un stade d'athlétisme,. Le Holmenkollen continue à servir comme site pour le ski et a accueilli les Championnats du monde de ski nordique en 1930, 1966, 1982 et en 2011,,,,.